# Amara famelica
Amara famelica là một loài bọ chân chạy thuộc chi Amara.